# Amphineurus leaski
Amphineurus (Amphineurus) leaski là một loài ruồi trong họ Limoniidae. Chúng phân bố ở miền Australasia.